# 艾比拿度·費南迪斯
艾比拿度·費南迪斯（西班牙語：Abelardo Fernández；1970年4月19日—），前西班牙足球運動員，司職後衛，退役後成為足球教練。艾比拿度·費南迪斯曾效力西班牙希洪、巴塞隆拿等球會。他曾代表西班牙贏得1992年巴塞隆拿奧運足球金牌，並54次為西班牙國家足球隊上陣，先後出席1994年、1998年世界盃和1996年、2000年歐洲國家盃。

## 榮譽

### 球會
巴塞隆拿
- 欧洲杯赛冠军杯: 1996–97
- 歐洲超級盃: 1997
- 西甲: 1997–98、1998–99
- 西班牙國王盃: 1996–97、1997–98
- 西班牙超級盃: 1994、1996

### 國家隊
西班牙U23
- 奧運: 1992